# Juke Boy Bonner
Pour les articles homonymes, voir Bonner.
Weldon « Juke Boy » Bonner est un chanteur, guitariste et harmoniciste de blues, né à Bellville Texas, le 2 mars 1932, mort à Houston, Texas, le 29 juin 1978.

## Biographie
Juke Boy Bonner est né à  Bellville, au Texas. Ses parents moururent quand il était très jeune (il avait 8 frères et sœurs déjà plus ou moins âgés), et il fut élevé chez une famille voisine. Autodidacte, il commença la guitare à l'âge de 12 ans. À partir de ce moment, il joua fréquemment dans les bars locaux accompagné du juke-box, ce qui lui valut son surnom "Juke Boy". Il poursuivit sa carrière musicale et gagna le premier prix au concours hebdomadaire de jeune talents de Trummie Cain au Lincoln Theater à Houston en 1948. Ceci lui permit de se faire remarquer par Henry Atlas qui lui offrit une rubrique radiophonique quotidienne de 15 minutes. Pendant ce temps il eut 3 enfants avec sa femme qui le quitta et lui laissa la charge des enfants.
Entre 1954 et 1957 il enregistra plusieurs singles pour le label Irma basé à Oakland, Californie, mais tous ne furent pas publiés à l'époque. En 1960 il enregistra à nouveau, cette fois pour Goldband Records, Storyville Records, et Jan & Dill Records. En 1963 on lui diagnostiqua un gros ulcère à l'estomac, et on dut lui enlever la moitié. Le choc de l'opération, plus le climat social de l'époque(les émeutes pour les droits civiques et l'assassinat de John F. Kennedy) ont conduit Bonner à s'essayer à la poésie, dont une partie fut publiée dans l'hebdomadaire Forward Times. En convalescence, Bonner travailla en tant que livreur pour la compagnie discaire RCA à Houston. Une fois toutes ses forces revenues, il recommença à donner des concerts dans les environs.
En 1967 Bonner enregistra son premier album pour le label Flyright. Il sortit ensuite deux albums chez le label de Chris Strachwitz, Arhoolie, I'm Going Back to The Country (1968) et The Struggle (1969) (Arhoolie sortira en 2003 des inédits de 1967-1974 dans le coffret Ghetto Poet). La plupart des chansons que Bonner enregistra étaient des compositions personnelles. Il fut invité au Ann Arbor Blues Festival, le American Folk Blues Festival, et le Festival de Montreux. En 1972 il sortit un LP pour Sonet Records, et un en 1975 pour Home Cooking Records de Houston. Toutefois, Bonner ne parvenait pas à vivre de sa musique. Même s'il continua à jouer et enregistrer, il n'eut d'autre choix que de prendre un petit boulot à Houston.
Bonner mourut dans son appartement en 1978, âgé de 46 ans, d'une cirrhose.